# Кампофиоренцо-Калифорнија (Леко)
Кампофиоренцо-Калифорнија (итал. Campofiorenzo-California) је насеље у Италији у округу Леко, региону Ломбардија.
Према процени из 2011. у насељу је живело 1306 становника. Насеље се налази на надморској висини од 264 м.